# Raoul Barouch
Raoul Barouch (arabe : راؤول باروش), né le 12 mai 1916 à Tunis et mort à une date inconnue, est un escrimeur tunisien, le premier à avoir participé aux Jeux olympiques d'été.
Il remporte de nombreux titres de champion de Tunisie dans les différentes spécialités.

## Palmarès
Voici une partie des titres qu'il a remportés, après la Seconde Guerre mondiale, avec notamment un triplé en 1959 :
- Champion de Tunisie au fleuret : 1948, 1952, 1959
- Champion de Tunisie au sabre : 1948, 1950, 1954, 1957, 1958, 1959
- Champion de Tunisie à l'épée : 1949, 1958, 1959

## Participation aux Jeux olympiques
Il est toujours l'athlète tunisien le plus âgé à avoir participé aux Jeux olympiques d'été puisqu'il a 44 ans aux Jeux olympiques de 1960.
Il a disputé les compétitions dans les trois spécialités et a remporté une victoire dans chacune d'elles :
- Sabre : une victoire et quatre défaites (15-21) ;
- Fleuret : une victoire et cinq défaites (13-28) ;
- Épée : une victoire et quatre défaites (13-23).